# Collectie
Een collectie (Latijn: colligere, verzamelen) is dat wat ontstaat door actief te verzamelen.

## Situering
Een verzameling van een instituut, zoals een museum, een galerie of kunstfonds wordt meestal een collectie genoemd. Een kunstverzamelaar die een kunstverzameling beoogt te vormen, wordt ook wel een collectioneur genoemd. Kunstverzamelingen worden nogal eens in zijn geheel bij testamentaire beschikking afgestaan aan een stichting of een bestaand museum. Alzo bindt men de naam van de schenker aan de collectie.
Er bestaan privé-verzamelingen en openbare verzamelingen. Privé-verzamelen wordt het meest als tijdverdrijf of om speculatieve redenen gedaan, terwijl openbare verzamelingen (in bibliotheken, musea en archieven) cultuurbehoud en onderzoek ten doel hebben. Voor het bereiken van een bepaalde collectie, die voldoet aan bepaalde doelstellingen worden zogenaamde collectieplannen opgesteld.
Verzamelaars kunnen een collectie aanleggen van bijvoorbeeld postzegels, munten (De Nationale Numismatische Collectie (NNC)), exlibris, boeken, boekenleggers, noodgeld of sigarenbandjes. Bij een tentoonstelling spreekt men soms ook van een collectie; de tentoongestelde objecten, bijvoorbeeld de vaste collectie van een museum.
In de modebranche noemt men het seizoensgebonden aanbod een modecollectie.

## Beroemde kunstcollecties

### Belgische collecties
- Collectie de Grez te Brussel
- Cera-collectie
- Collectie Bank Delen
- Collectie Van Cutsem
- Fondation pour l'Architecture
- Kunstverzameling Alla en Bénédict Goldschmidt
- Ullens Center for Contemporary Arts
- VanhaerentsArtCollection
- Verbeke Foundation

### Nederlandse collecties
- BATartventure Collection
- Kunstverzameling Jacques Goudstikker
- Singer Collectie
- Stichting ABN Amro Kunstverzameling
- Stichting Willem van der Vorm
- Peter Stuyvesant Collectie
- Van Abbe Collectie

### Andere collecties
- Het Louvre in Parijs.
- De  Hermitage in Sint-Petersburg met een dependance in Amsterdam.
- Het Guggenheim Museum in New York met dependances in Las Vegas, Bilbao, Venetië en Berlijn.
- Burrell Collection
- Calouste Gulbenkian Foundation
- Collection Lucile Audouy
- Fondation Pinault
- Frick Collection
- Fundació Joan Miró
- Kunstverzameling Friedrich-Christian Flick
- Kunstverzameling John Pierpont Morgan
- Langen Foundation
- Lars Ulrich Collectie
- Peggy Guggenheim Collection in Venetië
- Saatchi Gallery
- Sammlung Hans Grothe
- Tretjakovgalerij